# GoonRock
David Jamahl Listenbee mais conhecido como GoonRock (Princeton, 18 de abril de 1975) é um produtor, compositor e músico dos Estados Unidos. Enraizado em Los Angeles, Califórnia, no início de sua carreira ele com foco no hip hop e vendeu suas música para artistas como Dr. Dre, Ne-Yo, Kanye West e Juvenile. Mais tarde, ele começou a incorporar a club music. GoonRock co-composição e co-produziu uma série de canções em 2011 para álbum Sorry for Party Rocking, da banda LMFAO, incluindo singles de sucesso "Party Rock Anthem" e "Sexy and I Know It".
Em 2012, ele co-escreveu e produziu duas músicas para Jennifer Lopez, incluindo "Clothes Off" e "Goin' In". "Goin 'In" alcançou a posição #1 na Billboard Hot Dance Club Songs em 2012.

## Discografia
- The Real Frajer Party

### Singlesde LMFAO
| Ano  | Canção                                                                    | Função                             | Álbum                   |
| ---- | ------------------------------------------------------------------------- | ---------------------------------- | ----------------------- |
| 2011 | "Best Night" (LMFAO com participação de will.i.am, GoonRock e Eva Simons) | Produção, composição, vocal        | Sorry for Party Rocking |
| 2011 | "We Came Here to Party" (LMFAO com participação de GoonRock)              | Participação                       | Sorry for Party Rocking |
| 2011 | "Party Rock Anthem" (LMFAO com participação de Lauren Bennett e GoonRock) | Participação, produção, composição | Sorry for Party Rocking |
| 2011 | "Champagne Showers" (LMFAO com participação de Natalia Kills)             | Produção                           | Sorry for Party Rocking |
| 2011 | "Sexy and I Know It" (LMFAO)                                              | Produção                           | Sorry for Party Rocking |
| 2011 | "One Day" (LMFAO)                                                         | Composição, produção               | Sorry for Party Rocking |
| 2011 | "All Night Long" (LMFAO)                                                  | Composição                         | Sorry for Party Rocking |
| 2011 | "With You" (LMFAO)                                                        | Produção, composição, vocal        | Sorry for Party Rocking |

### Aparição em videoclipes
| Ano  | Canção                                                                    | Álbum                   |
| ---- | ------------------------------------------------------------------------- | ----------------------- |
| 2009 | "Shots" (LMFAO com participação de Lil Jon)                               | Party Rock              |
| 2011 | "Party Rock Anthem" (LMFAO com participação de Lauren Bennett e GoonRock) | Sorry for Party Rocking |
| 2011 | "Champagne Showers" (LMFAO com participação de Natalia Kills)             | Sorry for Party Rocking |
| 2011 | "Sexy and I Know It" (LMFAO)                                              | Sorry for Party Rocking |
| 2012 | "Goin' In" (Jennifer Lopez com participação de Flo Rida)                  | Dance Again... the Hits |

### Outrossingles
| Ano  | Canção                                                   | Função                            | Álbum                   |
| ---- | -------------------------------------------------------- | --------------------------------- | ----------------------- |
| 2013 | "Goin' In" (Jennifer Lopez com participação de Flo Rida) | Co-compositor, produtor e mixador | Dance Again... the Hits |